# Bezirk Königliche Weinberge
Der Bezirk Königliche Weinberge (tschechisch Okresní hejtmanství Královské Vinohrady) war ein Politischer Bezirk im Königreich Böhmen. Der Bezirk umfasste Gebiete in Mittelböhmen im heutigen Prag bzw. dem südlich gelegenen Umland (Středočeský kraj bzw. Okres Praha-západ). Sitz der Bezirkshauptmannschaft war die Stadt Königliche Weinberge (Královské Vinohrady). Das Gebiet gehörte seit 1918 zur neu gegründeten Tschechoslowakei und ist seit 1993 Teil Tschechiens.

## Geschichte
Die modernen, politischen Bezirke der Habsburgermonarchie wurden 1868 im Zuge der Trennung der politischen von der judikativen Verwaltung geschaffen.
Das Gebiet des späteren Bezirks Königliche Weinberge gehörte zunächst zum Bezirk Karolinenthal, der 1868 aus den Gerichtsbezirken Karolinenthal (Karlín), Brandeis (Brandýs) und Eule (Jílové) gebildet wurde.
1876 wurde die Errichtung des Gerichtsbezirks Königliche Weinberge bestimmt, wofür Gemeinden aus dem Gerichtsbezirk Karolinenthal ausgeschieden wurden. Auf Grund des Standorts des Bezirksgerichts in der Gemeinde Königliche Weinberge II wurde der Gerichtsbezirk ursprünglich auch Gerichtsbezirk Königliche Weinberge II genannt.
Amtswirksam wurde diese Änderung per 1. August 1878, wobei mit diesem Datum auch das neue Bezirksgericht seine Tätigkeit aufnahm.
Die Abspaltung des Gerichtsbezirks Königliche Weinberge fand 1884 jedoch auch ihren Niederschlag in der Verwaltung. Per 1. Oktober 1884 bestimmte das Innenministerium per Verordnung die Teilung des Bezirks Karolinenthal in die Bezirke Karolinenthal und Königliche Weinberge, wobei der Bezirk Königliche Weinberge aus den Gerichtsbezirken Königliche Weinberge und Eule gebildet wurde. Sitz der Bezirkshauptmannschaft war die Stadt Königliche Weinberge.
1901 wurde die gerichtliche Organisation des Gebietes neuerlich verändert, wobei aus sieben Gemeinden des Gerichtsbezirks Königliche Weinberge der Gerichtsbezirk Nusle und aus vier Gemeinden der Gerichtsbezirk Wrschowitz entstand.
Das Bezirksgericht Nusle nahm per 1. Jänner 1904, der Gerichtsbezirk Wrschowitz per 1. Juni 1904 seine Tätigkeit auf.
1900 beherbergte der Bezirk 129.050 Menschen, die auf einer Fläche von 344,94 km² bzw. in 43 Gemeinden lebten.
Der Bezirk Königliche Weinberge umfasste 1910 eine Fläche von 344,93 km² und beherbergte eine Bevölkerung von 182.381 Personen. Von den Einwohnern hatten 1910 172.305 Tschechisch und 8.565 Deutsch als Umgangssprache angegeben. Weiters lebten im Bezirk 1511 Anderssprachige oder Staatsfremde. Zum Bezirk gehörten vier Gerichtsbezirke mit insgesamt 44 Gemeinden bzw. 64 Katastralgemeinden.
In Vorbereitung der Eingemeindung der Stadt Královské Vinohrady/Königliche Weinberge nach Prag wurde 1921 in Jílové/Eule eine Expositur der Bezirkshauptmannschaft Königliche Weinberge eingerichtet. 1925 erhielt der Bezirk den neuen Namen Okres Jílové/Bezirk Eule.